# Dolby Digital

Logo van Dolby Digital

Dolby Digital, of AC3, is een techniek voor de weergave van digitale audio via zes kanalen. Hierbij treedt het surround sound-effect op. De luisteraar heeft het gevoel midden in de actie te staan.
De zes kanalen zijn bij Dolby Digital als 5.1 gegroepeerd. De 5.1 staat voor de 5 geluidskanalen die 5 normale luidsprekers aansturen (right front, center, left front, right rear en left rear) en 1 kanaal voor de subwoofer, het LFE-kanaal (Low Frequency Effects). Dolby Digital ondersteunt ook de weergave van mono- en stereogeluidsopnamen.
De drie frontkanalen (left/center/right) zorgen voor een zuivere weergave van de dialogen en de on-screen geluiden, terwijl de surroundkanalen (left surround/right surround) de toeschouwers omringen met geluid en de beleving intensiveren. Het LFE-kanaal draagt bij aan een natuurgetrouwe beleving van explosies en andere geluidseffecten, die zowel gevoeld als gehoord kunnen worden, omdat lage tonen niet richtingsgevoelig zijn. Het menselijk oor hoort niet van welke kant de lage tonen komen, zodoende kan met één LFE-kanaal worden volstaan.
Dolby Digital wordt toegepast in geluidsfilm voor vertoning in een bioscoop, bij dvd, DVB en hdtv-uitzendingen via kabel en satelliet. Het kan ook gebruikt worden voor 5.1-surround radio-uitzendingen.

## Versies van Dolby Digital

### Dolby Digital EX
Dolby Digital Ex is gelijkaardig in gebruik tot Dolby’s eerdere producten die gebruikmaken van de matrix-technologie om een extra surroundkanaal of kanalen toe te voegen. Door middel van de matrix-technologie worden geluiden uit de left-surround- en right-surround-speakers verwerkt in een extra kanaal of kanalen. Doch wordt het niet aangenomen als echt 6.1 of 7.1, omdat het hier slechts gaat om een verwerking van bestaande kanalen.

### Dolby Digital Live
Dolby Digital live (DDL) Is een real-timecoderende technologie voor interactieve media zoals videospelletjes. Het converteert elk audiosignaal van een computer of spelconsole tot een 5.1 in het Dolby Digital-formaat en transporteert dit via een enkele S/PDIF-kabel.
Een belangrijk voordeel van deze technologie is dat het gebruik van multikanaals geluid toelaat, die normaal gelimiteerd wordt tot PCM-stereo of analoog multikanaal.

### Dolby Digital Plus
E-AC3, beter bekend als Dolby Digital Plus, is een verbeterd codeersysteem gebaseerd op de AC3-codec. Het biedt verhoogde bitrates (tot 6.144 Mbit/s), ondersteuning voor meerdere audiokanalen (tot 13.1) en verbeterde coderingstechnieken om de compressie te vergroten. Bovendien is het volledig compatibel met oudere versies van AC3-hardware.

### Dolby TrueHD
Dolby TrueHD ondersteunt 24 bit, 96 KHz audio kanalen en tot 18 Mbit/s over 14 kanalen (blu-ray limiteert het aantal kanalen standaard tot 8). Het ondersteunt ook uitgebreide metadata zoals dialog normalization en dynamic range control.

## Technische details
De data lay-out van AC3 is omschreven als een versimpelde c-achtige taal in officiële specificaties. Een AC3-datastroom is opgebouwd uit een serie van synchroniserende frames, die opgebouwd zijn uit 6 audioblokken. Elk audioblok bestaat uit 256 audiosamples per kanaal.